# Anthrax
|  | Anthrax er også et andet ord for miltbrand |
Anthrax er et amerikansk thrash metalband fra New York, der blev dannet i 1981. Anthrax var et af de mest populære bands i 1980'ernes thrash metal scene og er bemærkelsesværdige for at kombinere metal med rap (kun brugt i to sange) og hard musikstil i de tidlige år. De er generelt klassificeret som en af de fire store af thrash metal sammen med Metallica, Megadeth, og Slayer.
De har flere gange optrådt på TV i serier som Married... with Children, WWE Raw, NewsRadio og Ask Dr. Ruth sammen med deres mødre. De er også flere gange dukket op på film som Run Ronnie Run og Calendar Girls. Deres sang Madhouse blev brugt i videospillet Grand Theft Auto: Vice City på spillets radiostation V-Rock og i spillet Guitar Hero II – Ligeledes blev nummeret Caught In A Mosh brugt i Guitar Hero IIs efterfølger Guitar Hero Encore: Rocks the 80's.

## Medlemmer

### Nuværende medlemmer
- Jonathan Donais – lead guitar (2013–)
- Scott Ian – Rytmeguitar (1981—)
- Frank Bello – Bas (1985-2004, 2005—)
- Charlie Benante – Trommer, guitar (1983—)
- Joey Belladonna (1984–1992, 2005-2007, 2010-)

### Tidligere medlemmer

#### Vokalister
- Jason Rosenfeld(1981)
- Dirk Kennedy (1981)
- John Connelly (1981)
- Neil Turbin (1982–1984)
- Matt Fallon (indspilning til studienummer, der aldrig blev udgivet) (1984)
- John Bush (1992–2005, 2009-2010)
- Dan Nelson (2007-2009)

#### Guitarister
- Kenny Kushner (aldrig indspillet med bandet) (1981)
- Greg Walls (1981–1982)
- Dan Spitz (1983–1995, 2005-2007)
- Paul Crook, (1995–2000)
- Dave "The Snake" Sabo (Kun turnéguitarist, medlem af Skid Row) (2000)
- Rob Caggiano (2001-2005, 2007-2013)

### Bassister
- Paul Kahn (aldrig indspillet med bandet) (1981)
- Dan Lilker – Bas og guitar (1981–1984, 1999-2005; Bas på et cover af The Temptations' "Ball of Confusion")
- Joey Vera – Bas (kun turnébassist) (2004–2005)

### Trommeslagere
- Dave Weiss – (Aldrig indspillet med bandet) (1981)
- Greg D'Angelo – (1981–1983) (eksmedlem af White Lion)
- Jason Bittner – (Kun turnétrommeslager)

## Diskografi
- Fistful of Metal (1984)
- Spreading the Disease (1985)
- Among the Living (1987)
- State of Euphoria (1988)
- Persistence of Time (1990)
- Sound of White Noise (1993)
- Stomp 442 (1995)
- Volume 8: The Threat Is Real (1998)
- We've Come for You All (2003)
- Worship Music (2011)
- For All Kings (2016)